# 林口駅 (桃園捷運)
林口駅（りんこうえき）は台湾新北市林口区にある桃園機場捷運（桃園捷運機場線）の駅。駅番号は(A9)。台湾鉄路管理局の林口駅（廃駅）とは別の場所にある。

## 歴史
- 2017年
  - 2月2日 - 桃園機場捷運（桃園捷運機場線）暫定開業（当駅での入出場は扱わない）[1]。
  - 2月16日 - 当駅での整理券方式による無料体験試乗を開始（日中8-16時のみで、利用客数は1日の上限がある）[1]。
  - 3月2日 - 正式開業（4月1日までの1ヶ月は半額）[1]。

## 駅構造

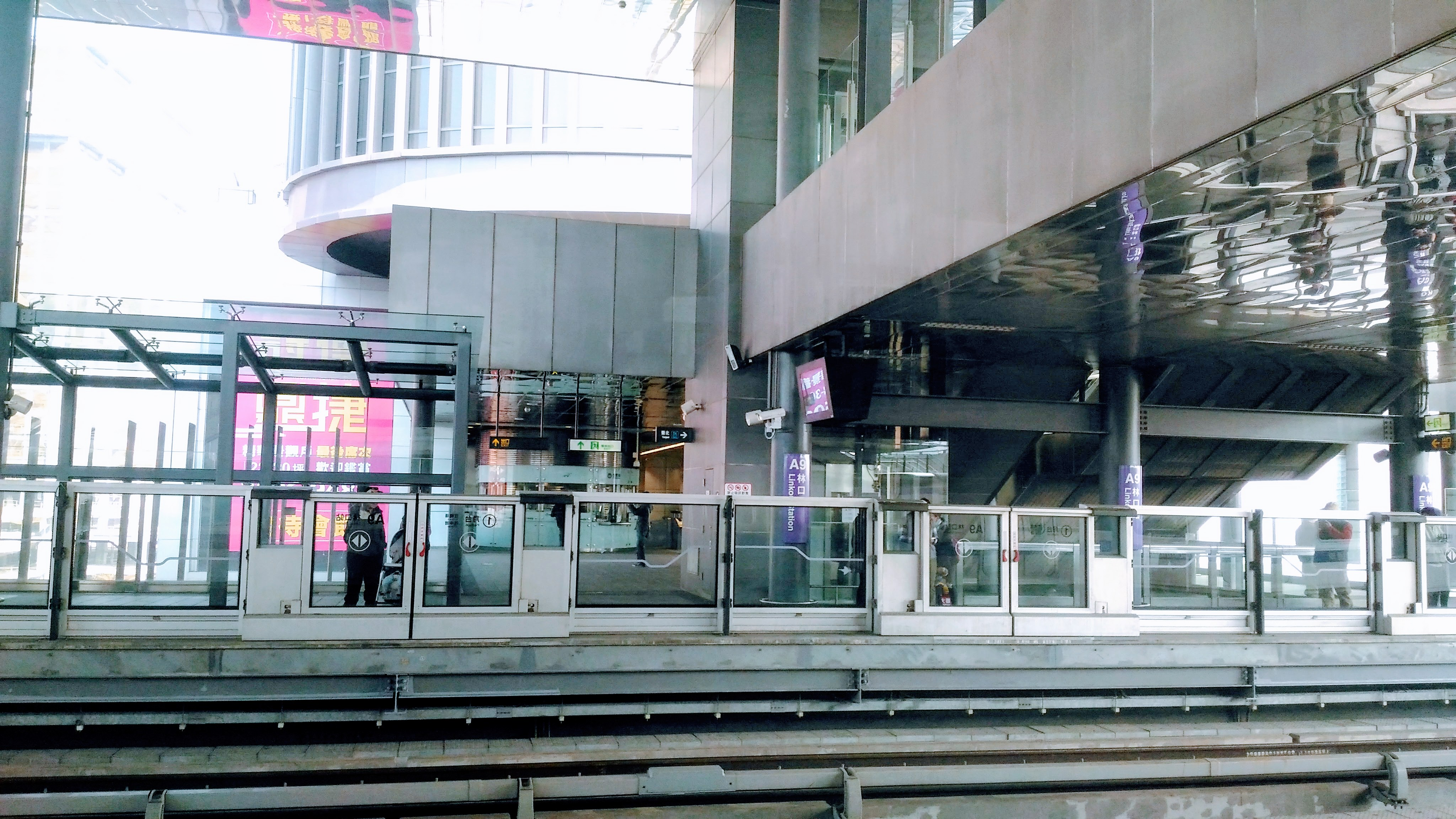
ホーム

ホームは地上2階にある。中央に通過線を備える相対式ホーム2面4線の高架駅。ホームドア設置駅。台北方面のホームは改札から線路上の跨線橋で連絡している。出口は1つで、八徳路北側の民間との共同開発ビル（建設中）に一体化している。

### 駅階層
| 地上 三階                      | 連絡通路層 | 跨線橋（台北方面ホーム）           |
| 地上 二階                      | |                                    |
| 相対式ホーム、右側のドアが開く | |                                    |
| 2番線                          | ←■機場線 普通車 新北産業園区・台北車站方面（長庚医院駅） ←■機場線 直達車 新北産業園区・台北車站方面（長庚医院駅）（通過）                                                                                                   |                                    |
| 通過線                         | ←■機場線 回送通過線 |                                    |
| 通過線                         | →■機場線 回送通過線→ |                                    |
| 1番線                          | →■機場線 普通車 桃園機場(T1・T2)・高鉄桃園站・環北方面（山鼻駅）→ ■機場線 環北行直達車 桃園機場（T1・T2）・高鉄桃園站・環北方面（機場第一航廈駅）（通過）→ ■機場線 直達車 桃園機場（T1・T2）方面（機場第一航廈駅）（通過）→ |                                    |
| 相対式ホーム、右側のドアが開く | |                                    |
| コンコース階 ホーム階          | 出入口、コンコース、自動券売機、自動改札機、エスカレーター、跨線橋、待合室、トイレ、売店 |                                    |
| 地上 一階                      | 出入口 | 出入口、エスカレーター、バスのりば |

### 駅出口
出口1：八徳路、文化三路、YouBike

## 利用状況
| 年   | 年間利用客数 | 年間利用客数 | 年間利用客数 | 年間利用客数 | 1日平均 | 1日平均 |
| 年   | 乗車         | 下車         | 乗降計       | 出典         | 乗車    | 乗降    |
| ---- | ------------ | ------------ | ------------ | ------------ | ------- | ------- |
| 2017 | 962,000      | 1,070,000    | 2,032,000    | [ 3 ]        | 3,154   | 6,662   |
| 2018 | 1,051,000    | 1,149,000    | 2,200,000    | [ 4 ]        | 2,879   | 6,027   |
| 2019 | 1,215,000    | 1,329,000    | 2,544,000    | [ 5 ]        | 3,329   | 6,970   |
| 2020 | 1,089,000    | 1,211,000    | 2,300,000    | [ 6 ]        | 2,975   | 6,284   |
| 2021 | 871,000      | 962,000      | 1,833,000    | [ 7 ]        | 2,386   | 5,022   |

## 駅周辺
- YouBike（新北市公共レンタサイクル（中国語版））：捷運林口站（出口1）
- 新北市消防局（中国語版）文化大隊
- 司法園区
- 中山高速公路林口交流道（中国語版）
- 環球購物中心林口A9店林口分館（計画中）

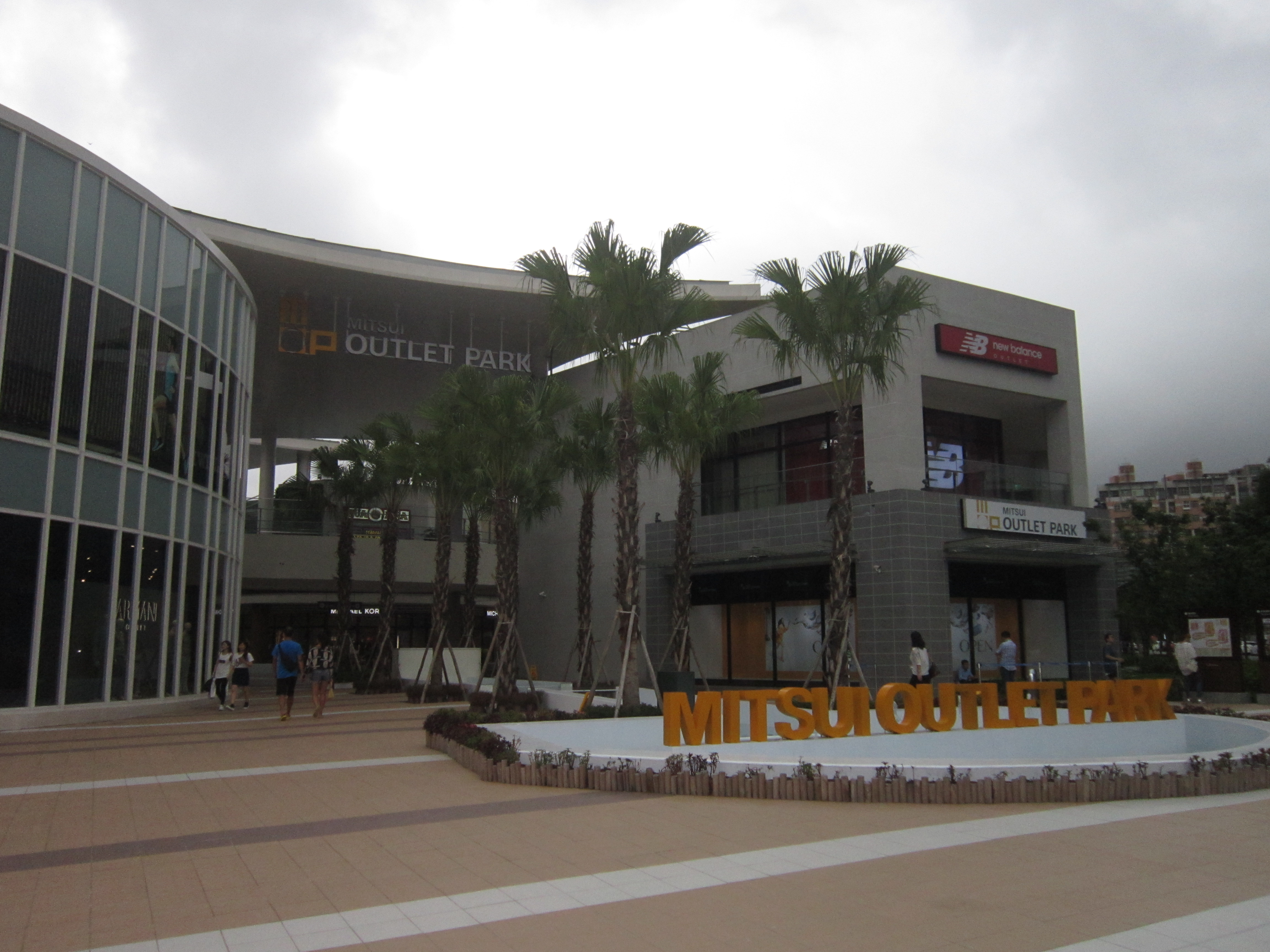
三井アウトレットパーク 林口

- 三井アウトレットパーク林口

## バス
八徳路と文化路に停留所が分散している。
| 系統   | 管轄           | 事業者     | 区間                                               | 備考                                                                             |
| ------ | -------------- | ---------- | -------------------------------------------------- | -------------------------------------------------------------------------------- |
| 854    | 新北市区公車   | 三重客運   | 林口 - 捷運林口駅 - 長庚医院 - 林口三井OP - 師範大 | 往路林口区公所、復路醍吾科技大経由。2017年2月16日から                            |
| 898    | 新北市区公車   | 三重客運   | 廻龍 - 長庚医院                                    |                                                                                  |
| 936    | 新北市区公車   | 三重客運   | 林口 - 捷運円山駅                                  |                                                                                  |
| 937    | 新北市区公車   | 大都会客運 | 林口 - 捷運円山站                                  |                                                                                  |
| 945    | 新北市区公車   | 三重客運   | 林口 - 松山機場                                    |                                                                                  |
| 946    | 新北市区公車   | 三重客運   | 林口 - 内湖科学園区                                |                                                                                  |
| 946副  | 新北市区公車   | 三重客運   | 林口 - 内湖科学園区                                | 南勢街経由                                                                       |
| 948    | 新北市区公車   | 台北客運   | 林口 - 板橋公車站（板橋駅）                        |                                                                                  |
| 961    | 新北市区公車   | 三重客運   | 師範大林口キャンパス - 捷運林口駅                  | 2017年2月16日から                                                                |
| 962    | 新北市区公車   | 三重客運   | 中華路湖北里2、3 - 捷運林口駅                      | 2017年2月16日から                                                                |
| 986    | 新北市区公車   | 三重客運   | 捷運徐匯中学駅 - 桃園機場                          | 機場捷運先導バス 2019年4月廃止                                                   |
| F237   | 新北市区公車   | 日華通運   | 出水坑－林口加油站                                 | 新北市新巴士（市民無料バス）                                                     |
| F232副 | 新北市区公車   |            | 城市之洲社区 - 安敦社区(安敦新世界)                | 新北市新巴士（市民無料バス）                                                     |
| 708    | 桃園市市区公車 | 三重客運   | 林口（醒吾科技大学） - 南崁                        | 2016年11月2日より。三井OP林口経由。 桃園捷運開業後は南崁ではなく山鼻駅経由となる |

## 画像

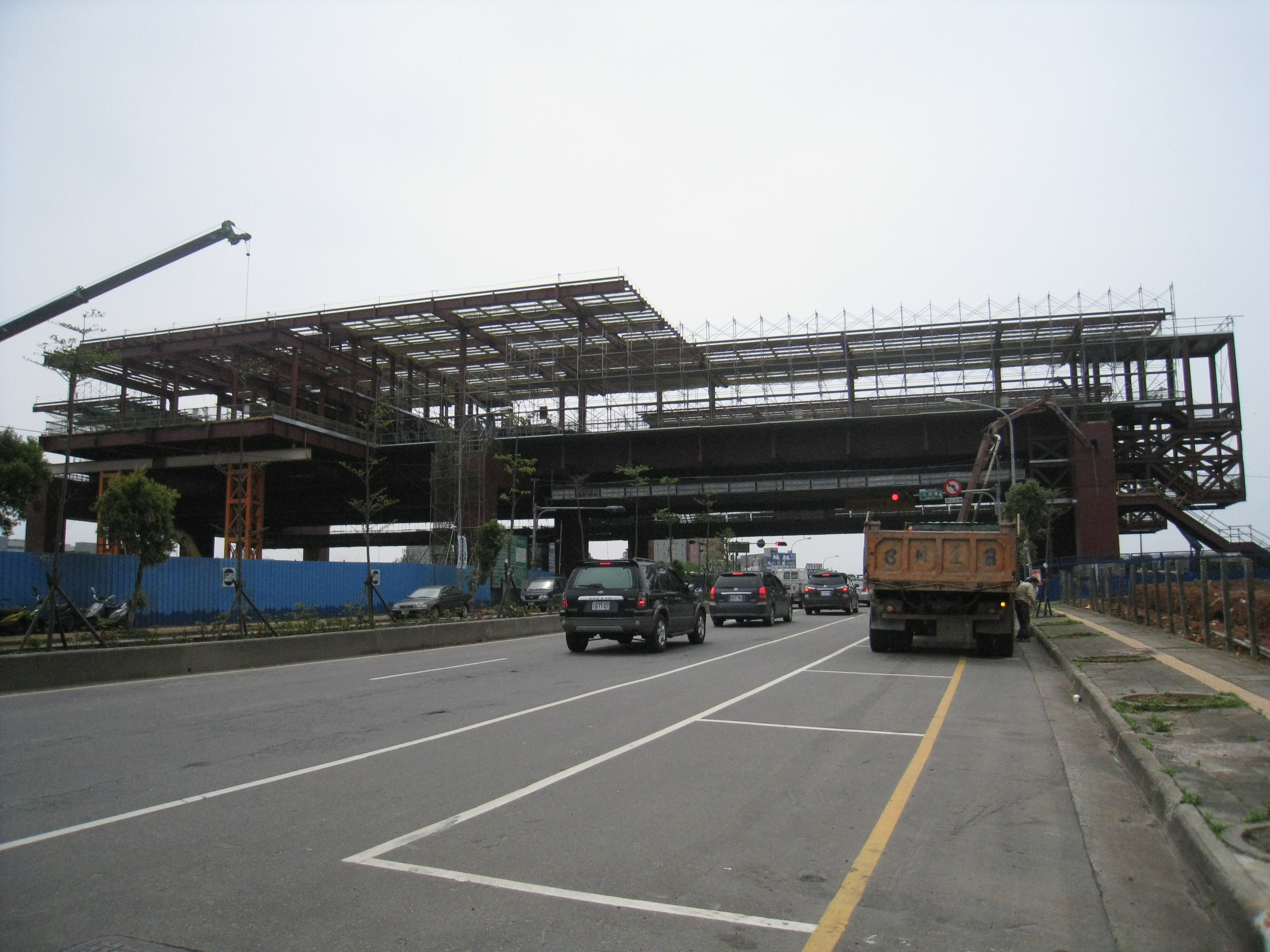
文化三路をオーバーパスする建設中の林口駅
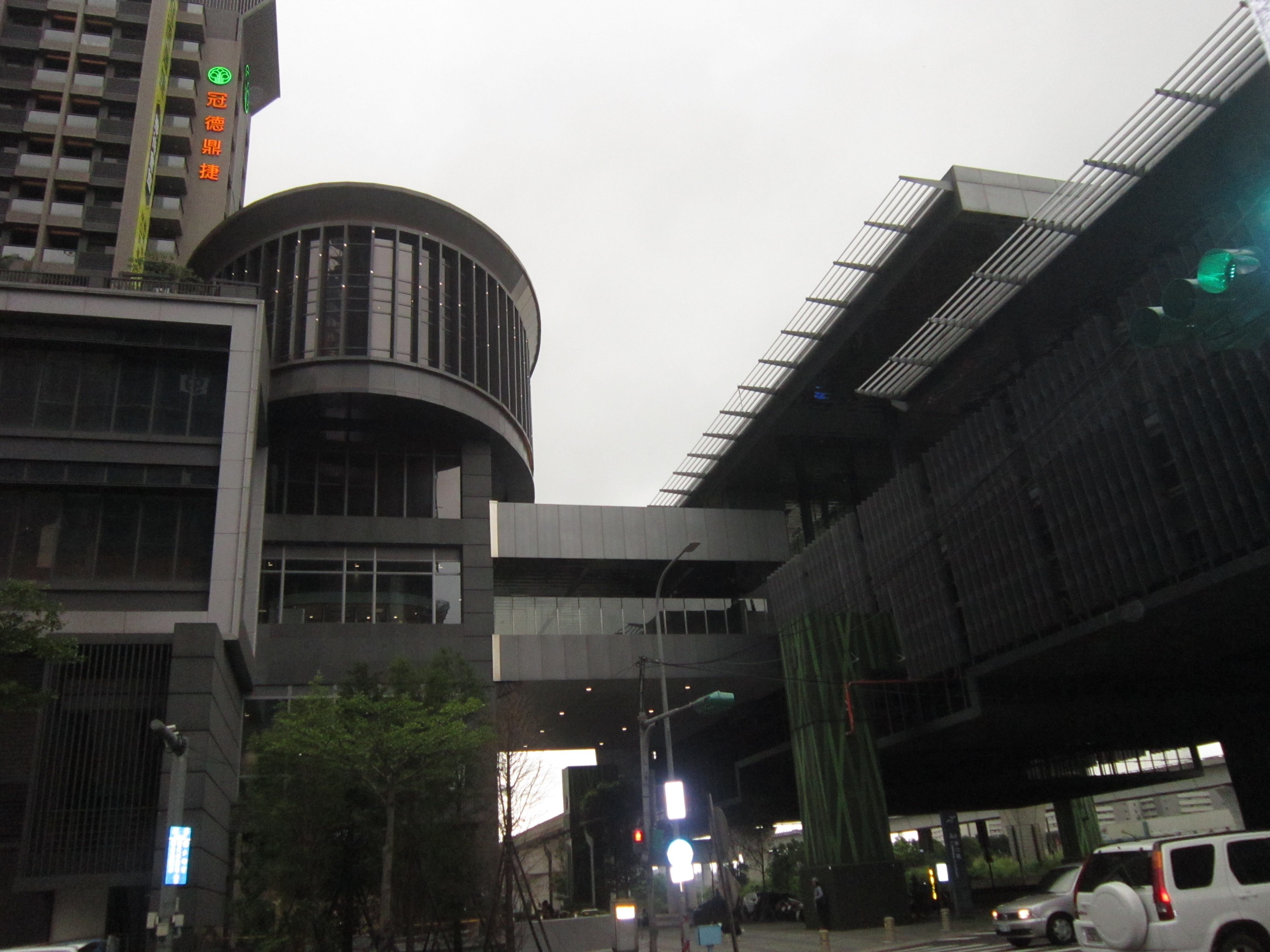
駅舎と直結したビル
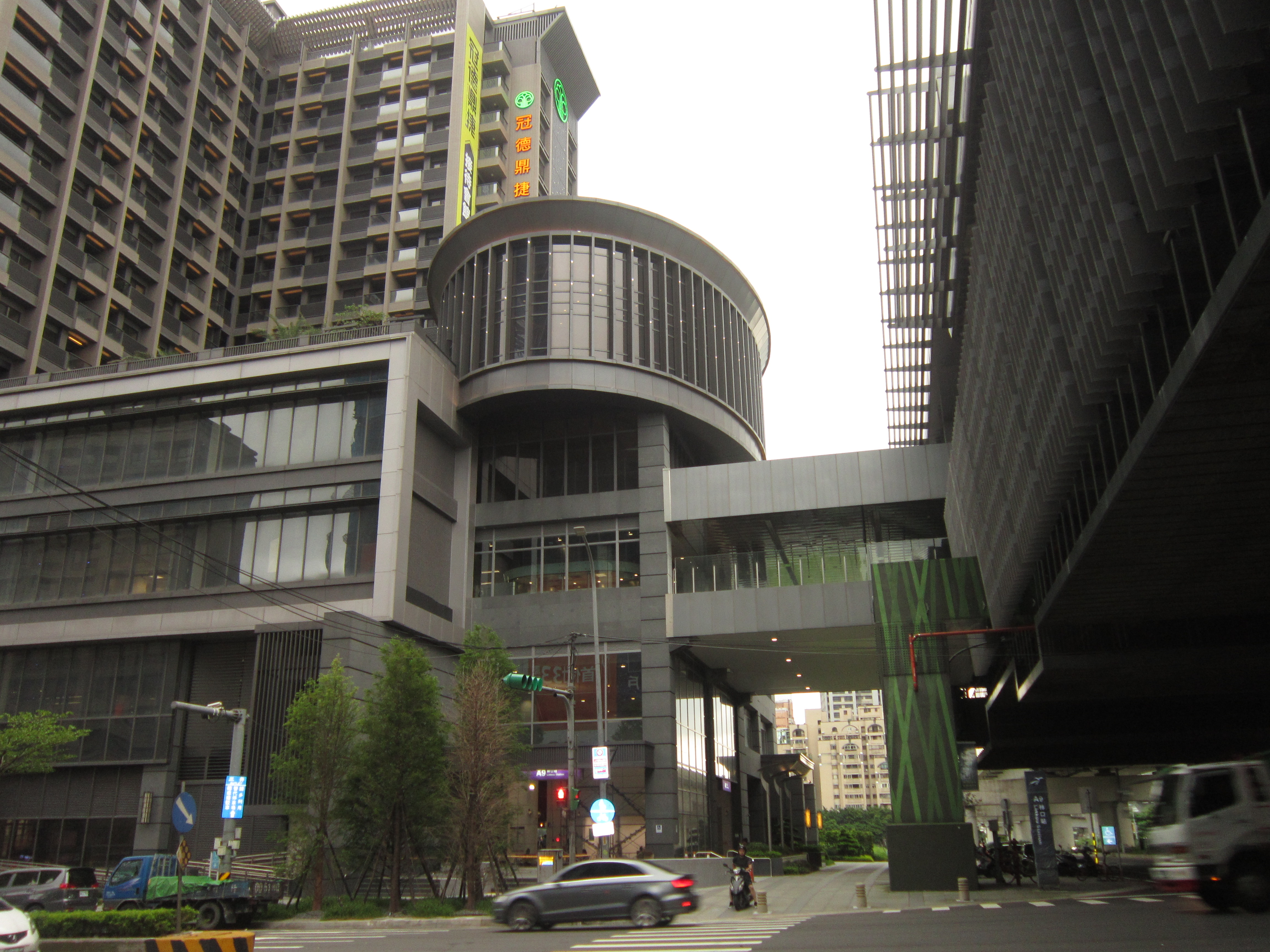
駅舎(右)と連絡通路で直結したビル(左)
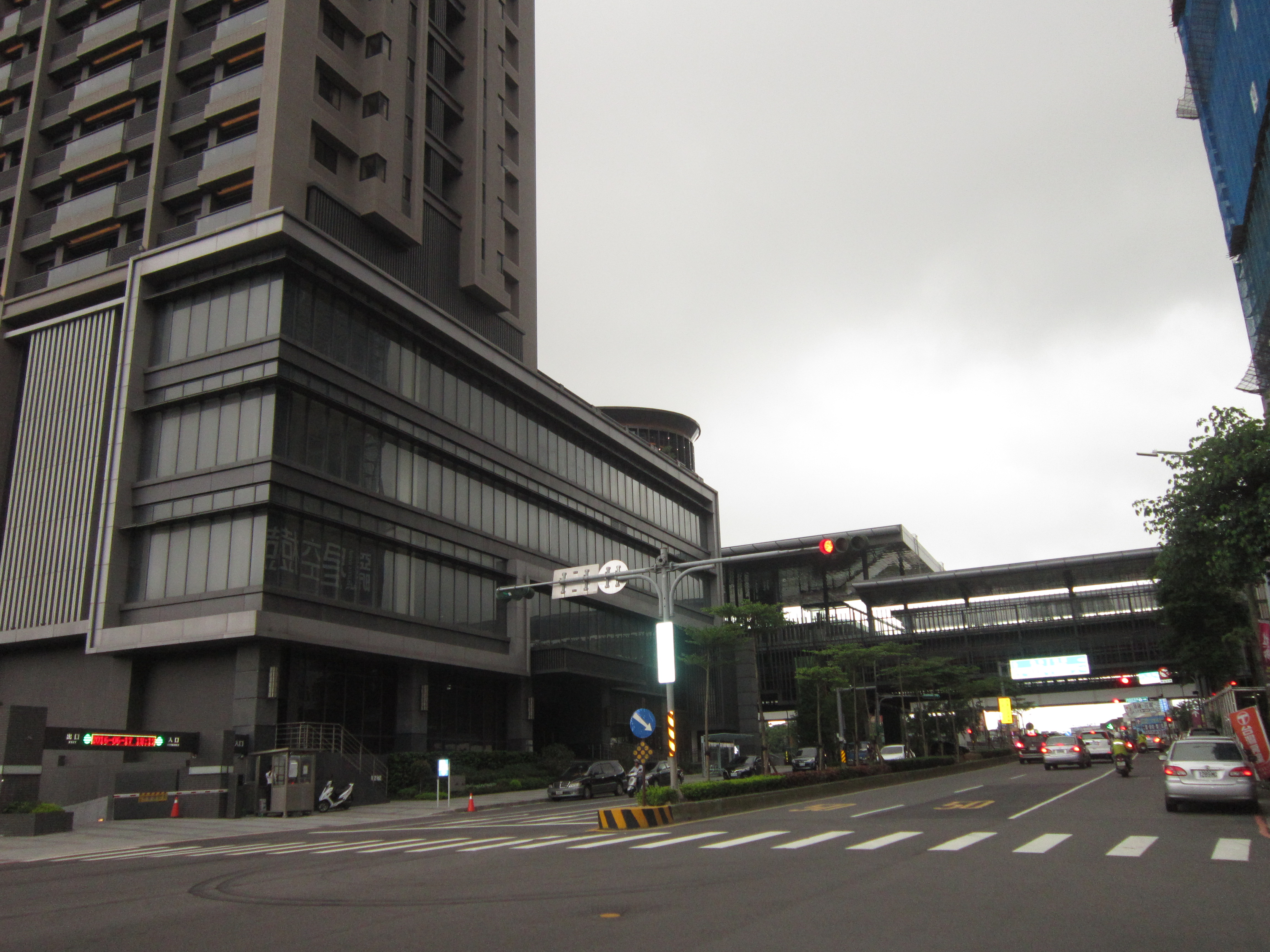
同左
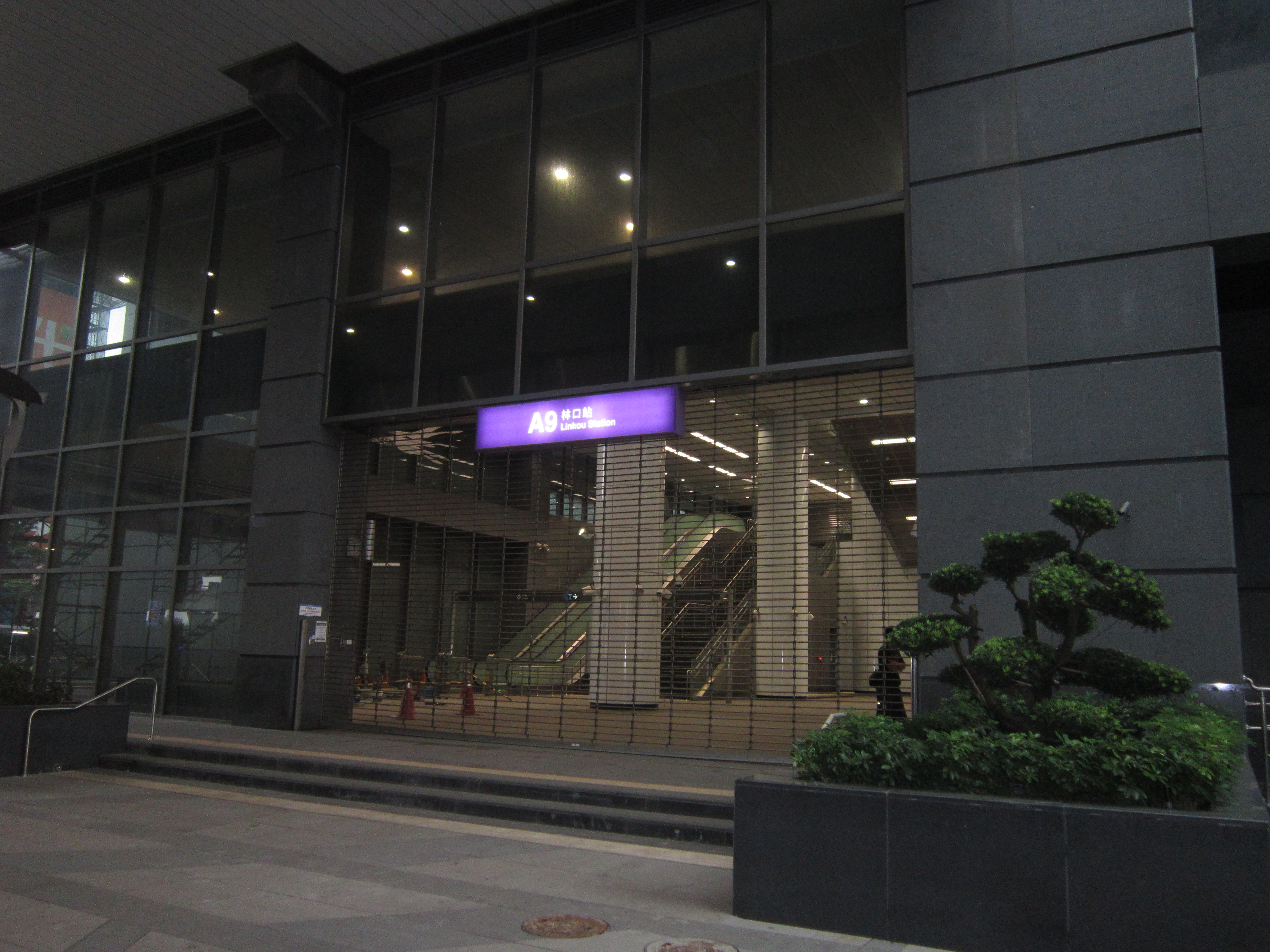
林口駅出入口

## 隣の駅
桃園捷運
機場線（桃園機場捷運）
■直達車
通過
■普通車
長庚医院駅 (A8) - 林口駅 (A9) - 山鼻駅 (A10)